# Alfredo Bruniera
Alfredo Bruniera (Treviso, 30 settembre 1906 – 26 marzo 2000) è stato un arcivescovo cattolico italiano.

## Biografia
Alfredo Bruniera nacque a San Pelaio, un sobborgo di Treviso, il 30 settembre 1906.

### Formazione e ministero sacerdotale
Studiò al seminario vescovile di Treviso. Nel settembre del 1932, al IV anno di teologia, venne ordinato diacono nella cappella del Palazzo vescovile dall'arcivescovo Andrea Giacinto Longhin. Durante il sacro rito, una colomba entrando dalla finestra aperta volteggiò sul capo dell'ordinando e poi si dileguò. Il rettore del seminario, monsignor Vittorio D'Alessi, dopo la cerimonia scherzosamente disse: "Questo è un presagio...!" Il 9 luglio dell'anno successivo venne ordinato presbitero dall'arcivescovo Andrea Giacinto Longhin. Il suo primo incarico fu quello di cappellano a Meolo. Qualche mese dopo, nel 1934, venne nominato segretario dell'arcivescovo Mario Zanin che a quel tempo era delegato apostolico in Cina e che Bruniera raggiunse immediatamente in quel grande Paese. In seguito prestò servizio nelle nunziature del Cile e dell'Argentina.

### Ministero episcopale
Il 12 dicembre 1954 papa Pio XII lo nominò arcivescovo titolare di Claudiopoli di Onoriade e delegato apostolico nel Congo belga e nel Ruanda-Urundi. Ricevette l'ordinazione episcopale il 2 gennaio successivo a Roma dal cardinale Celso Benigno Luigi Costantini, cancelliere di Santa Romana Chiesa, coconsacranti l'arcivescovo Pietro Sigismondi, segretario della Congregazione de Propaganda Fide, e il vescovo di Treviso Antonio Mantiero.
Il 25 aprile 1959 fu trasferito nella nunziatura in Ecuador  e il 23 ottobre 1965 in quella in Uruguay. Il 23 aprile 1969 venne nominato nunzio apostolico in Libano  dove giunse in un momento particolarmente difficile perché il paese era dilaniato dalla guerra. La sua opera di pace, svolta con semplicità ed umile spirito di servizio, venne apprezzata da tutti perché vedevano in lui un pastore che sapeva amare, comprendere ed aiutare. Partecipò alla prima, alla terza e alla quarta sessione del Concilio Vaticano II. Il 7 luglio 1969 venne nominato anche pro-nunzio apostolico in Kuwait. Il 4 aprile 1975 fu sostituito in quest'ultimo ufficio da monsignor Jean Rupp.
Il 6 novembre 1978 papa Paolo VI lo nominò vicepresidente del Pontificio consiglio "Cor Unum".
Il 10 dicembre 1981 papa Giovanni Paolo II accettò la sua rinuncia all'incarico per raggiunti limiti d'età.
Morì il 26 marzo 2000. Le esequie si tennero il 29 marzo nel duomo di Treviso e furono presiedute dall'arcivescovo Carlo Maria Viganò.
È ricordato come un grande benefattore del seminario vescovile di Treviso che tuttora custodisce molti suoi oggetti personali. Diede un grande contributo all'acquisto del castello Mirabello a Lorenzago di Cadore che oggi viene utilizzato dal seminario e come sede di campi-scuola della diocesi di Treviso.

## Genealogia episcopale e successione apostolica
La genealogia episcopale è:
- Cardinale Scipione Rebiba
- Cardinale Giulio Antonio Santori
- Cardinale Girolamo Bernerio, O.P.
- Arcivescovo Galeazzo Sanvitale
- Cardinale Ludovico Ludovisi
- Cardinale Luigi Caetani
- Cardinale Ulderico Carpegna
- Cardinale Paluzzo Paluzzi Altieri degli Albertoni
- Papa Benedetto XIII
- Papa Benedetto XIV
- Papa Clemente XIII
- Cardinale Marcantonio Colonna
- Cardinale Giacinto Sigismondo Gerdil, B.
- Cardinale Giulio Maria della Somaglia
- Cardinale Carlo Odescalchi, S.I.
- Cardinale Costantino Patrizi Naro
- Cardinale Lucido Maria Parocchi
- Cardinale Pietro Respighi
- Cardinale Pietro La Fontaine
- Cardinale Celso Costantini
- Arcivescovo Alfredo Bruniera

La successione apostolica è:
- Vescovo André Lefèbvre, S.I. (1955)
- Vescovo Luis Alfonso Crespo Chiriboga (1963)
- Vescovo Victor Garaygordóbil Berrizbeitia (1964)
- Vescovo Vicente Felicísimo Maya Guzmán (1964)
- Vescovo Jorge Francisco Mosquera Barreiro, O.F.M. (1964)
- Vescovo Luis Clemente de la Vega Rodriguez (1965)
- Vescovo Paul Bassim, O.C.D. (1974)